# Grand Isle
Grand Isle är en kommun (town) i Grand Isle County i delstaten Vermont i USA. Vid folkräkningen år 2000 bodde 1 955 personer på orten. Den har enligt United States Census Bureau en area på totalt 91,0 km², varav 48,2 km² är vatten. 